# Universidad de Liverpool Hope
La Universidad Liverpool Hope (en inglés: Liverpool Hope University, LHU) es una de las tres universidades de Liverpool, Inglaterra. Fue reconocida como universidad en 2005, pero sus orígenes son más antiguos: dos de los tres colegios universitarios fueron fundados en el siglo XIX, el más antiguo en 1844 y el segundo en 1856, y el tercer colegio finalmente se estableció en la década de 1960. La Liverpool Hope University es actualmente la única universidad ecuménica de Europa .  Las instalaciones de la universidad están distribuidas en dos campus diferentes, siendo el campus principal el de Childwall. Debido a la alta tasa de empleo entre sus graduados, en 2008 la universidad fue considerada la universidad más exitosa del noroeste de Inglaterra. 

## Cancilleres
Caroline Cox, baronesa Cox, fue rectora de la Universidad de 2006 a 2013.  Charles Guthrie, barón Guthrie de Craigiebank, fue canciller de 2013 a 2020. 

## Estudiantado
De los 4.985 estudiantes del curso 2019/2020, 3.370 son mujeres (67,6%) y 1.595 hombres (32,0%).  3.855 estudiantes eran de Inglaterra, 10 de Escocia, 170 de Gales, 695 de Irlanda del Norte, 130 de la UE y 90 de países no pertenecientes a la UE.  3.895 (78,1%) de los estudiantes aspiraban a obtener su primera carrera en 2019/2020, por lo tanto eran estudiantes universitarios. 1.090 (21,9%) se estaban preparando para obtener una carrera superior, eran graduados. 80 de ellos trabajaron en investigación. 
En 2006 había 7.885 estudiantes. En 2007, se matricularon en la universidad estudiantes de aproximadamente 65 países.